# Stadio Francisco Montaner
Lo stadio Francisco Montaner (spagnolo: Estadio Francisco Montaner e inglese: Francisco Montaner Stadium), noto anche come Parque Paquito Montaner, è uno stadio polisportivo portoricano (utilizzato principalmente per il baseball e il calcio ma anche l’atletica leggera) situato nella città di Ponce.
Lo stadio, con 16.000 posti a sedere e inaugurato nel 1949, ospita la squadra di baseball dei Leones de Ponce e la squadra di calcio del Club Atlético River Plate Puerto Rico.
Lo stadio prende il nome da Francisco Montaner, ex gloria del baseball portoricano.